# Pinhalzinho (Santa Catarina)
Pinhalzinho – miasto i gmina w Brazylii, w stanie Santa Catarina. Znajduje się w mezoregionie Oeste Catarinense i mikroregionie Chapecó.